# Respendial
Respendial (fl. V secolo) (o Respindal) fu re di un gruppo di Alani in Europa centrale all'inizio del V secolo.

## Storia
Respendial era il re di uno dei due gruppi di Alani che attraversarono il Reno entrando in territorio romano nel 407. L'altro gruppo era comandato da Goar, il quale in seguito si unì ai Romani; Respendial, al contrario, si alleò con i Vandali, che aiutò durante la battaglia di Magonza contro l'esercito franco, dopo che il loro re Godigisel era stato ucciso. Assieme ai Vandali Silingi e Asdingi e ad un gruppo di Suebi, gli Alani di Respendial attraversarono la Gallia insediandosi in Spagna.
Il destino di Respendial è sconosciuto; si sa che nel 426 il suo posto era stato preso da Attaco, che venne ucciso durante l'invasione visigota della Spagna. Dopo questi eventi, questo gruppo di Alani si unì agli Asdingi, con cui passarono in Africa creando un regno indipendente.

## Respendial nella cultura di massa
Respendial ritorna nel gioco Total war:Attila, ed è il capofazione degli Alani. Ha dei baffi ed un pizzetto, indossa un'armatura ed un elmo con una piuma.
| Controllo di autorità | VIAF (EN) 125151352048952601963 |